# Сліпченко Наталія Іванівна

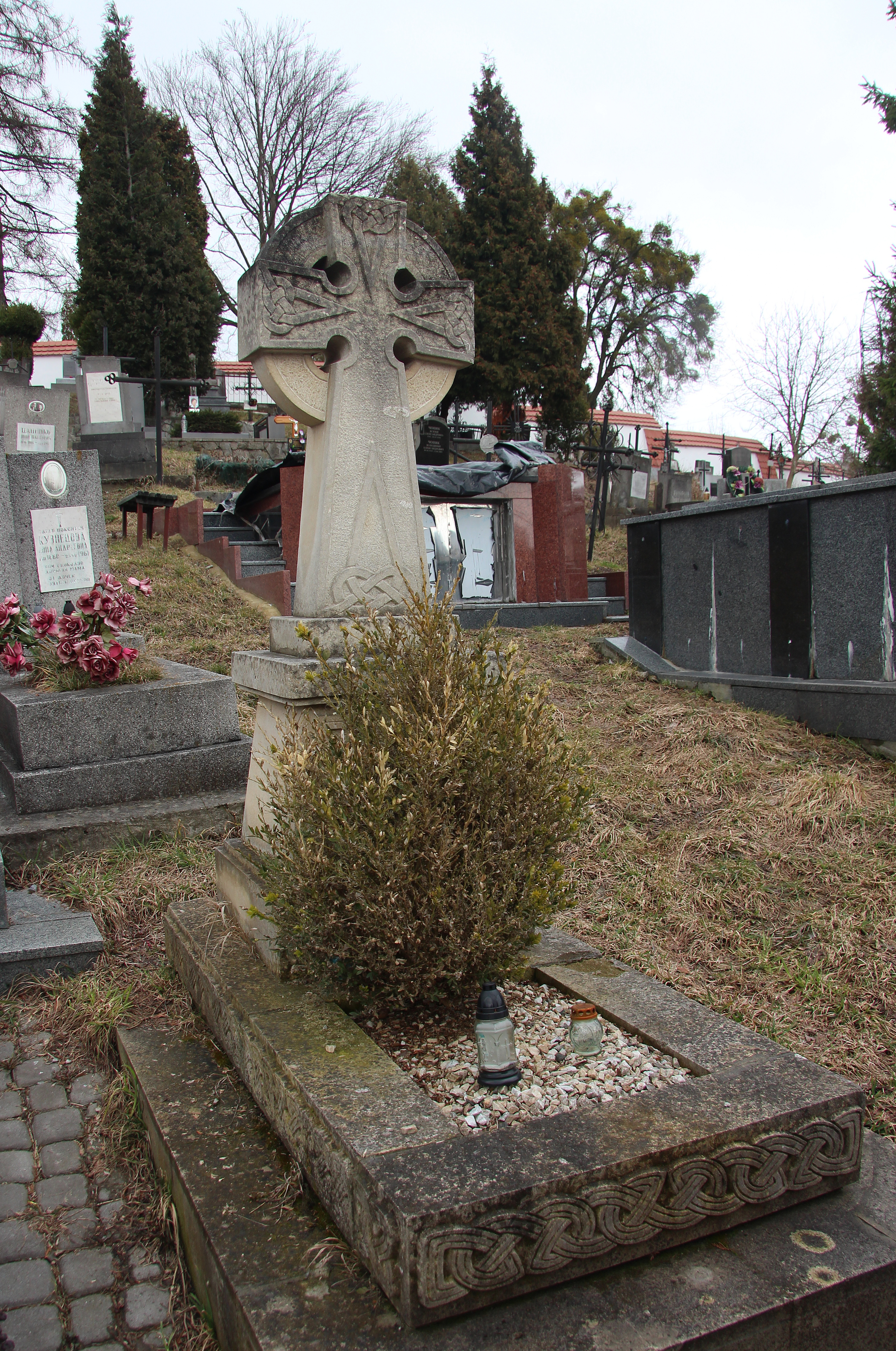
Надгробок на могилі Наталії Сліпченко

Сліпченко Наталія Іванівна (21 грудня 1942, Ярославль — 18 липня 2007) — українська мистецтвознавиця, реставраторка, дійсний член ICOMOS, лауреатка Державної премії України в галузі архітектури (2004).

## Біографія
Народилась у місті Ярославль (Росія) у родині, що походила з Києва. Закінчила факультет мистецтвознавства Київського державного художнього інституту (1967). Займалась реставрацією живопису у Київській міжобласній спеціальній науково-реставраційній майстерні. У 1973 році одружилася з архітектором-реставратором Іваном Могитичем. Жила у Львові, працювала в інституті «Укрзахідпроектреставрація». Керівниця відділу мистецтвознавства і реставрації живопису.
Похована на 83 полі Личаківського цвинтаря.

## Діяльність
- Відновлення стінописів дерев'яних церков у Дрогобичі (два храми), Потеличі, Новоселиці, Колодному, Крайниковому, Олександрівці.
- Відновлення стінописів мурованих храмів у Лаврові, Горянах, Лужанах, Сутківцях.
- Реставрація іконостасів церков у Волі-Висоцькій, Волиці-Деревлянській та інших.
- Керівництво відтворенням інтер'єрів реконструйованих храмів Києва — Михайлівского Золотоверхого, Успенської церкви Києво-Печерської лаври, церкви Різдва Пресвятої Богородиці на Подолі.
- Низка опублікованих наукових розвідок, статті про дерев'яні храми Закарпаття для «Каталогу пам'яток містобудування та архітектури України» та «Зведення пам'яток історії та культури України».